# Tanque agitador

Esquema de un tanque agitado.

Los tanques agitados o tanques mezcladores son equipos de procesos comúnmente usados en la industria para la mezcla de fases homogéneas y heterogéneas con y sin reacción química, y cuando ocurren reacciones químicas se suele llamar reactor químico.
Son generalmente de forma cilíndrica y pueden ser operados por lotes, con recirculación o en flujo continuo.

## Usos
En un tanque agitado se pueden realizar las siguientes operaciones unitarias:
1. Mezcla de líquidos miscibles
2. Dispersión de un gas en un líquido
3. Mezcla o dispersión de líquidos no miscibles
4. Dispersión y emulsificación de líquidos no miscibles
5. Apoyo para la transferencia de calor entre un líquido y una superficie intercambiadora de calor
6. Suspensión, reducción de tamaño y dispersión de partículas sólidas en un líquido. Dilución de un sólido en un líquido
7. Reducir el tamaño de partículas aglomeradas. Disminuir el tamaño de gota de líquidos coalescentes

## Propulsión
Los tanques agitadores contienen una hélice o impulsores en el extremo o a lo largo de una flecha que se ubica en el centro del tanque, transversalmente o de forma excéntrica. Un tanque agitador puede contener una, dos o más flechas con una, dos o más hélices en cada flecha.

### Impulsores

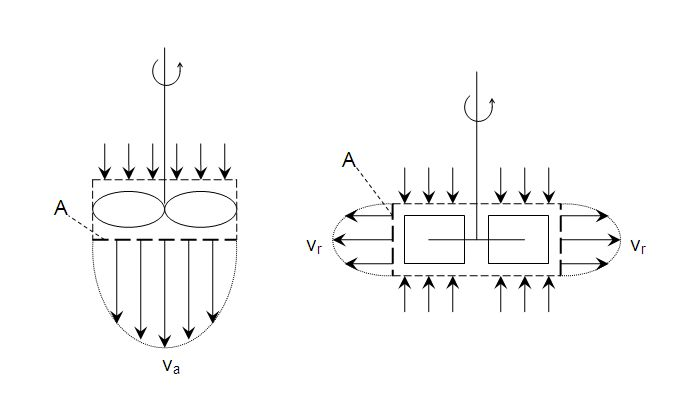
Impulsor de flujo axial (izquierda) y de flujo radial (derecha).

Los impulsores usados en tanques agitados pueden tener un flujo puramente axial (impulsores de alta eficiencia) o radial (turbina Rushton o impulsor de paletas verticales a 90°) o un combinación de ellos (impulsores de paletas con ángulos menores a 90°). Los impulsores pueden ser colocados en la parte lateral del tanque centrados o excéntricos y sujetados con una brida o también se pueden colocar en el fondo del tanque. Para tanques pequeños es común que se diseñen con múltiples aspas mientras que los tanques de mayor volumen poseen menor cantidad de aspas y además son forrados con jebe.

## Velocidad
La velocidad que alcanzan estos equipos depende de lo que se desea mezclar, para mezclar dos líquidos miscibles de baja viscosidad es necesario un esfuerzo cortante mucho menor que el que se necesita para dispersar un líquido de alta viscosidad en otro de media viscosidad.
Algunos agitadores funcionan desde 100 RPM hasta varios miles de RPM.
ASI

## Turbulencia
Los regímenes laminar y turbulento son importantes y deben tomarse en cuenta para el diseño de equipo de mezclado, un número utilizado por los ingenieros químicos es el número de Reynolds.
El número de Reynolds del agitador {\displaystyle N_{Re}} (adimensional) en un tanque agitado mecánicamente viene dado por: {\displaystyle N_{Re}=D_{a}^{2}N\rho /\mu }
donde:
D = diámetro del impulsor, m
{\displaystyle \rho } = densidad del fluido, Kg/m^3
{\displaystyle \mu } = Viscosidad, Pa*s
{\displaystyle \mathbb {N} } = velocidad del agitador, rev/s
La presencia o ausencia de turbulencia en un tanque agitado puede ser medida o estimada a partir del conocimiento del número de Reynolds del agitador y por medio de parámetros como el movimiento masivo o difusión de Taylor, la intensidad y la escala de turbulencia. En la literatura especializada es generalmente aceptado que para N_{Re} mayores a 10000 el flujo puede ser considerado como turbulento totalmente desarrollado, mientras que para N_{Re} menores a 10 el flujo puede considerarse como laminar reptante. En el intervalo comprendido entre 10 y 10000 el flujo se considera de transición a turbulento. 
Los contracorrientes influyen también en el desarrollo de flujos que ayudan al mezclado eficiente de los materiales.
La velocidad del agitador y las características del impulsor son básicas para su buen funcionamiento.